# セーフルーム
セーフルーム (Safe Room) は、主に住宅において不法侵入者が発生した際、一時的に避難するために設置しておく部屋。少人数用シェルターの一種。隠し部屋になっていることが多い。
セーフハウス、パニック・ルーム (Panic Room) との呼称でも知られ、避難室、緊急避難室、緊急避難部屋などの呼び方もある。

## 住宅
欧米では、酸素供給装置や電源、トイレなどを備えるレベルのものもある、水や食料も貯蔵しておき、肝心な外部との連絡・通報手段も考えられている。
日本では、小さな茶室のような雰囲気ながら、外からの侵入を防ぐ鉄鋼引き戸を用いたものもある。また、津波対策の用途として「セーフティルーム」という語が用いられることもある。
鰊御殿の旧 田中福松邸（小樽市鰊御殿）には、どんでん返しで入れる隠し部屋があり、使用目的は家族以外不明であるが、素性のよくない漁夫を雇う都合で身を守ったりするために置かれていた等の説がある。

## 学校・船
学校でもその備えの必要性はあると考えられなくもなく、設置している所もあるが、多人数を収容できるスペースを別個に確保するのは難しい。通常時は多目的教室として使用するなどの工夫もある。
なお、海賊などに対するセーフルームを持つ商用船舶もある。